# Penn (Buckinghamshire)
Penn – wieś w Anglii, w hrabstwie Buckinghamshire, w dystrykcie (unitary authority) Buckinghamshire. Leży 41 km na zachód od centrum Londynu. W 2001 miejscowość liczyła 3779 mieszkańców.